# Lista de centros comerciais do Rio Grande do Sul
Está é uma lista de centros comerciais localizados no Rio Grande do Sul organizados por cidade.

## Bento Gonçalves
- Shopping Center Bento Gonçalves
- L'América Shopping Center

## Canoas
- Canoas Shopping
- Conjunto Comercial Canoas
- Shopping Via Porcello
- ParkShopping Canoas

## Cachoeirinha
- Shopping do Vale

## Caxias do Sul
- Iguatemi Caxias[1]
- Prataviera Shopping[2]
- MartCenter[3]
- San Pelegrino Shopping[4]
- Caxias Plaza Shopping[5]

## Gravataí
- Shopping Gravataí

## Lajeado
- Shopping Lajeado

## Novo Hamburgo
- Bourbon Shopping Novo Hamburgo
- I Fashion Outlet

## Pelotas
- Shopping Pelotas
- Centro Popular de Compras
- Shopping Mar de Dentro
- Shopping Zona Norte
- Centro Comercial Bairro Cidade

## Porto Alegre[6]
- Aeroshopping
- BarraShoppingSul
- Boulevard Strip Center
- Boulevard Laçador
- Bourbon Shopping Assis Brasil
- Bourbon Shopping Country
- Bourbon Shopping Ipiranga
- Bourbon Shopping Wallig
- DC Shopping
- Shopping Iguatemi
- Lindóia Shopping
- Moinhos Shopping
- Praia de Belas Shopping
- Porto Alegre Center Lar
- Rua da Praia Shopping
- Shopping João Pessoa
- Shopping Total

## Rio Grande
- Figueiras Shopping
- Praça Rio Grande Shopping Center
- Partage Shopping Center Rio Grande

## Santa Maria
- Praça Nova Shopping Santa Maria
- Royal Plaza Shopping
- Monet Plaza Shopping
- Santa Maria Shopping
- Elegância Center Shopping
- Centro Comercial Peruzzo (ex Centro Comercial Dois Irmãos)
- Centro Comercial Tancredo Neves
- Centro Comercial Camobi
- Trevicenter

## São Leopoldo
- Bourbon Shopping São Leopoldo
- Shopping Rua Grande

## Sapucaia do Sul
- Shopping Classic Center